# Maciej Dobromirski
Maciej Dobromirski herbu Ostoja – sędzia kamieniecki w latach 1565–1568, sędzia grodzki kamieniecki w latach 1556–1560, towarzysz jazdy obrony potocznej w latach 1537–1559.
Poseł na sejm piotrkowski 1567 roku z województwa podolskiego.